# Bibus (meuble)
Pour les articles homonymes, voir Bibus.
 (juillet 2014).
Si vous disposez d'ouvrages ou d'articles de référence ou si vous connaissez des sites web de qualité traitant du thème abordé ici, merci de compléter l'article en donnant les références utiles à sa vérifiabilité et en les liant à la section « Notes et références ».
 (décembre 2016).
Un bibus est un petit meuble de rangement de type bibliothèque parfois surmonté d'une plaque de marbre bordée d'une petite bordure en laiton destinée à éviter la chute des objets.
Cette bibliothèque ne mesure habituellement pas plus d'un mètre de haut. Elle sert à décorer le mur d'un salon ou d'une entrée. Sa profondeur ne permet de disposer qu'un rang de livres sur chacune des étagères. Celles-ci sont espacées de 25 cm environ, ce qui n'autorise que des livres de piété, des romans à la reliure précieuse, etc. Les étagères peuvent être montées sur des crémaillères en bois et des tasseaux pour en régler l'écartement. Les montants de certains bibus sont décorés de marqueteries.
Il semble que ce meuble ait connu son heure de gloire à la fin du XIXe siècle et au début du suivant. Il était encore très prisé et vendu chez les antiquaires dans les années 1930. Sa rareté en fait la valeur de nos jours.